# Зубарев, Вячеслав Викторович
Вячесла́в Ви́кторович Зу́барев (25 ноября 1959, Златоуст, Челябинская область, РСФСР, СССР) — российский предприниматель, создатель и руководитель компании «ТрансТехСервис» («ТТС»), одной из трёх крупнейших дилерских компаний по объёму продаж автомобилей в России и крупнейшей среди региональных, входящей в перечень системообразующих предприятий страны и в рейтинг Forbes «200 крупнейших частных компаний России». Бывший президент Ассоциации «Российские автомобильные дилеры». Являлся депутатом Государственного Совета Республики Татарстан с 1999 по 2019 год.

## Биография и образование
Родился 25 ноября 1959 года в Златоусте в семье работников металлургического завода. Есть младшая сестра.
В 1976 году закончил школу.
В 1981 году закончил Челябинский политехнический институт по специальности «Автомобили и тракторы».

## Профессиональная и предпринимательская деятельность

### КамАЗ
В 1981 году начал трудовую деятельность в г. Набережные Челны на заводе двигателей АО «КамАЗ» в должности мастера цеха. С 1983 по 1989 занимал должность начальника цеха. С 1989 по 1991 — начальник производственного комплекса завода двигателей АО «КамАЗ».
В 1991—1993 годах — начальник отдела маркетинга завода двигателей АО «КамАЗ».

### ТрансТехСервис
В 1993 году Вячеслав Зубарев решил уйти из АО «КамАЗ» и заняться предпринимательством. Он создал компанию «ТрансТехСервис» (сокращённо «ТТС»), где стал генеральным директором. Первоначальный стартовый капитал для развития бизнеса был сформирован из банковских кредитов. В июле этого же года закупил первую партию из 10 машин ВАЗ и реализовал их. Спрос на эти автомобили тогда был высокий, и уже к концу 1993-го удалось реализовать несколько подобных партий из десятков машин. Несколько последующих лет ушло на становление и отлаживание всех процессов, бизнес стал расти и развиваться. Попутно Вячеслав Викторович начал делать первые попытки заниматься продажами моделей иностранного производства, в частности корейских. К лету 1997-го компании принадлежали центры по продаже и обслуживанию автомобилей Lada, а годовой оборот реализации перевалил за 5,5 тысяч автомобилей. И в этом же году состоялся переход на новый уровень, когда был построен и открыт дилерский центр BMW в Татарстане. С 2008 года является председателем совета директоров «ТрансТехСервис» и занимается стратегическим развитием.
Под руководством Зубарева «ТТС» в 2020 году вошла в список системообразующих предприятий экономики РФ.
По состоянию на 2020 год, по информации компании, дилерская сеть включала 93 автосалона по продаже автомобилей (из них 81 специализируются на новых авто и 12 — на авто с пробегом). География присутствуя — десять городов в шести субъектах Российской Федерации.

## Общественно-политическая деятельность
Избирался депутатом в Государственный Совет Республики Татарстан второго (1999—2004), третьего (2004—2009), четвёртого (2009—2014) и пятого (2014—2019) созывов. С 1999 по 2004 год входил в состав комиссии по вопросам государственного строительства, местного самоуправления и внешних связей. С 2004 по 2009 год работал в комитете по законности, правопорядку и депутатской этике. С 2009 по 2019 год входил в состав комитета по бюджету, налогам и финансам. По окончании четвёртого срока решил больше не выставлять свою кандидатуру.
3 сентября 2020 года избран Президентом Ассоциации «Российские автомобильные дилеры» (РОАД), сменив на этом посту Олега Мосеева. 31 марта 2023 года Зубарева на этом посту сменил Алексей Подщеколдин.

## Награды и признание
- Медаль «В память 1000-летия Казани»[1];
- Памятный знак «Человек — золотое сердце»[1][19];
- Памятный знак и свидетельство «За активное участие в жизни Палаты и успешное развитие бизнеса» Торгово-промышленной Палаты региона «Закамье»[19];
- Почётные грамоты комитета РТ по физической культуре и спорту «За заслуги в развитии физической культуры и спорта в республике», администрации Набережных Челнов, префектуры «Центральная» города Набережные Челны, администрации Московского района Казани[1];
- Нагрудный знак «За активное участие во Всероссийской переписи населения 2002 года»[19];
- Памятный знак и диплом «Благотворитель года 2007»[19];
- Медаль республики Татарстан «За доблестный труд» (2009);
- Лауреат общественной «Премии имени Александра Таркаева» (2018);
- Медаль ордена «За заслуги перед Республикой Татарстан» (2019);

Вячеслав Зубарев регулярно приглашается в качестве спикера как в федеральные, так и в региональные СМИ. Постоянно входит в рейтинг «Топ-100 бизнес-элиты РТ» ведущего татарстанского интернет-портала Бизнес Online. Интернет-порталом TatCenter включён в рейтинг «Топ-20 успешных мужчин Татарстана».

## Семья
Женат, воспитывает шестерых детей.
Увлекается беговыми и горными лыжами, а также бильярдом. Ранее играл в большой теннис и занимался дайвингом.